# Renée Slegers
Renée Josiena Anna Slegers, född 5 februari 1989 i Someren-Eind i Noord-Brabant, är en nederländsk fotbollstränare samt före detta fotbollsspelare (mittfältare). Hon var huvudtränare för FC Rosengård från 2021 till april 2023. Slegers har även varit förbundskapten för Sveriges U23-damlandslag i fotboll. 2024 blev Schlegers assisterande tränare i Arsenal. När Jonas Eidewall lämnade blev hon interimtränare. 

## Klubbkarriär
2011 lämnade Slegers den nederländska klubben Willem II för att spela i det damallsvenska laget Djurgården IF. 2013–2016 spelade hon för svenska klubben Linköping FC.
Hon avslutade den aktiva fotbollskarriären 2016 på grund av många skadeproblem.

## Landslagskarriär
I mars 2009 debuterade hon i det nederländska fotbollslandslaget. 

## Tränarkarriär
Under 2018 var Slegers tränare för Limhamn Bunkeflos U19-lag som hon ledde till SM-guld. Inför säsongen 2019 blev hon klar som huvudtränare för damfotbollslaget Limhamn Bunkeflo. De blev säsongen 2019 nedflyttade till Elitettan och i februari 2020 meddelade Limhamn Bunkeflo att laget drog sig ur serien.
Sommaren 2020 blev Slegers och Elena Sadiku huvudtränare i FC Rosengård B-lag i division 2. De ledde klubben till serieseger 2020 och uppflyttning till division 1. Den 19 mars 2021 stod det klart att Slegers blev ny förbundskapten för Sveriges U23-damlandslag i fotboll då Ulf Kristiansson (f.d. förbundskapten) lämnade sitt uppdrag.
Den 28 juni 2021 tog Slegers steget upp till att vara huvudtränare i FC Rosengård i Damallsvenskan, efter att tidigare tränaren Jonas Eidevall blivit klar för engelska Arsenal WFC. Med Slegers som tränare vann FC Rosengård SM-guld både 2021 och 2022. Efter en svag säsongsinledning fick hon sluta i april 2023.